# Brasménil
Brasménil is een dorp in de Belgische provincie Henegouwen, en een deelgemeente van de Waalse stad Péruwelz. Brasménil was een zelfstandige gemeente, tot die bij de gemeentelijke herindeling van 1977 toegevoegd werd aan de gemeente Péruwelz.
Het dorp wordt doorsneden door het kanaal Nimy-Blaton-Péronnes.

## Bezienswaardigheden
- Het Château du Mainil werd eind 17e eeuw gebouwd maar in de 18e eeuw verbouwd tot een classicistisch kasteel.
- De Sint-Gorikskerk (Église Saint-Géry) is een neogotisch kerkgebouw van 1871.
- Het Château de Fontenelle is een classicistisch kasteel uit 1712. Het wordt omgeven door gracjten en omvat tevens een kapel van 1754.
- De Moulin Grard is het restant van een ronde stenen molen van het type grondzeiler. De molen werd in 1769 gebouwd als korenmolen en omstreeks 1900 buiten bedrijf gesteld. In 1914 werd het houtwerk verwijderd om als brandstof voor de armen te dienen. Tijdens de Tweede Wereldoorlog hebben de geallieerde troepen er nog in gebivakkeerd. Slechts de vervallen romp bleef over.

## Natuur en landschap
De hoogte aan de kerk bedraagt 48 meter.

## Demografische ontwikkeling
- Bronnen:NIS, Opm:1831 tot en met 1970=volkstellingen

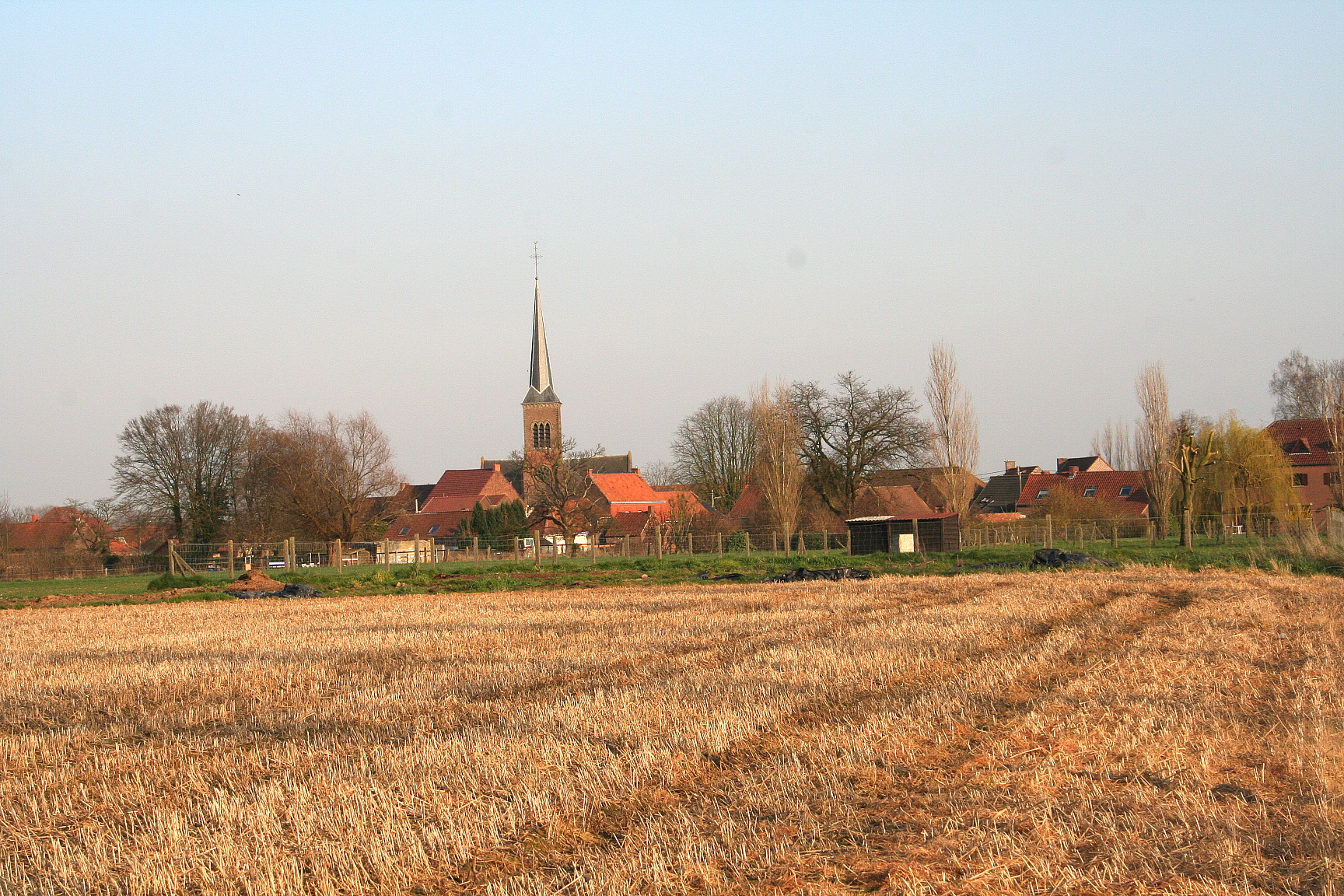
Uitzicht op Brasménil

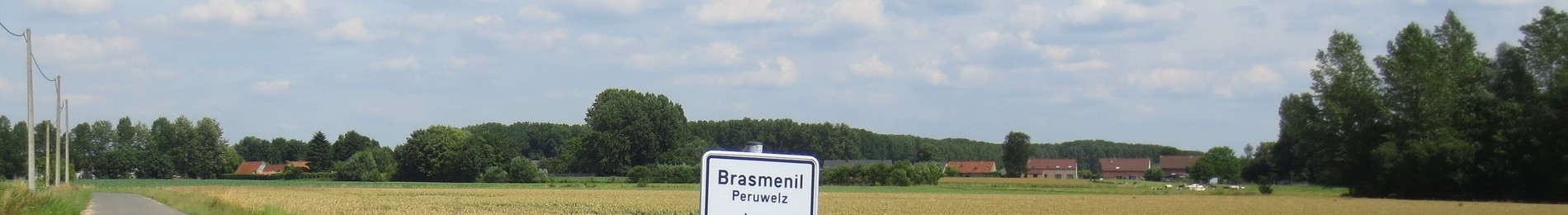
Panoramafoto van Brasmenil

## Nabijgelegen kernen
Callenelle, Roucourt, Baugnies